# Opération Big Lift
L'opération Big Lift est une opération militaire des forces américaines entreprise le 22 octobre 1963. Elle consiste en une démonstration de la capacité des États-Unis à renforcer l'OTAN en Europe, rapidement en cas d'urgence.
Pour ce faire, 14 500 soldats américains sont déployés en RFA comme « avertissement » destiné au bloc Soviétique.